# Amos Mosaner
Amos Mosaner (Trento, 12 de março de 1995) é um jogador de curling italiano.
Como iniciante, Mosaner representou a Itália em quatro Campeonatos Mundiais de Curling Júnior e conseguiu a medalha de prata nos Jogos Olímpicos de Inverno da Juventude de 2012. Em 2013, ele levou seus companheiros de equipe, Pilzer, Ferrazza e Roberto Arman, ao 12º lugar no Campeonato Europeu de Curling. Nesse evento, venceu o bronze nas edições de 2018 e 2021. Ao lado de Stefania Constantini, participou dos Jogos Olímpicos de Inverno de 2022 em Pequim e conquistou a medalha de ouro na disputa de duplas mistas.